# Team Aguri
A Team Aguri, anteriormente Amlin Aguri e oficialmente Team Aguri Formula E Team, foi uma equipe internacional de automobilismo fundada pelo ex-piloto de Fórmula 1 e 24 Horas de Le Mans Aguri Suzuki (presidente executivo) e Mark Preston (chefe de equipe) para competir na Fórmula E. A equipe era sediada em Tóquio, no Japão e, tinha uma parceria técnica com a McLaren. No final da temporada de 2015–16, a equipe foi vendida para a China Media Capital e renomeada para Techeetah.

## História
A Team Aguri foi fundada por Aguri Suzuki e Mark Preston, que criaram a equipe Super Aguri em apenas 100 dias, que competiu na Fórmula 1 entre 2006 e 2008. Em 1 de novembro de 2013, a Team Aguri chegou a um acordo com a FIA para se tornar a sexta de dez equipes que se inscreveram para disputar a temporada inaugural da Fórmula E, categoria para carros movidos exclusivamente a energia elétrica iniciada em 2014.

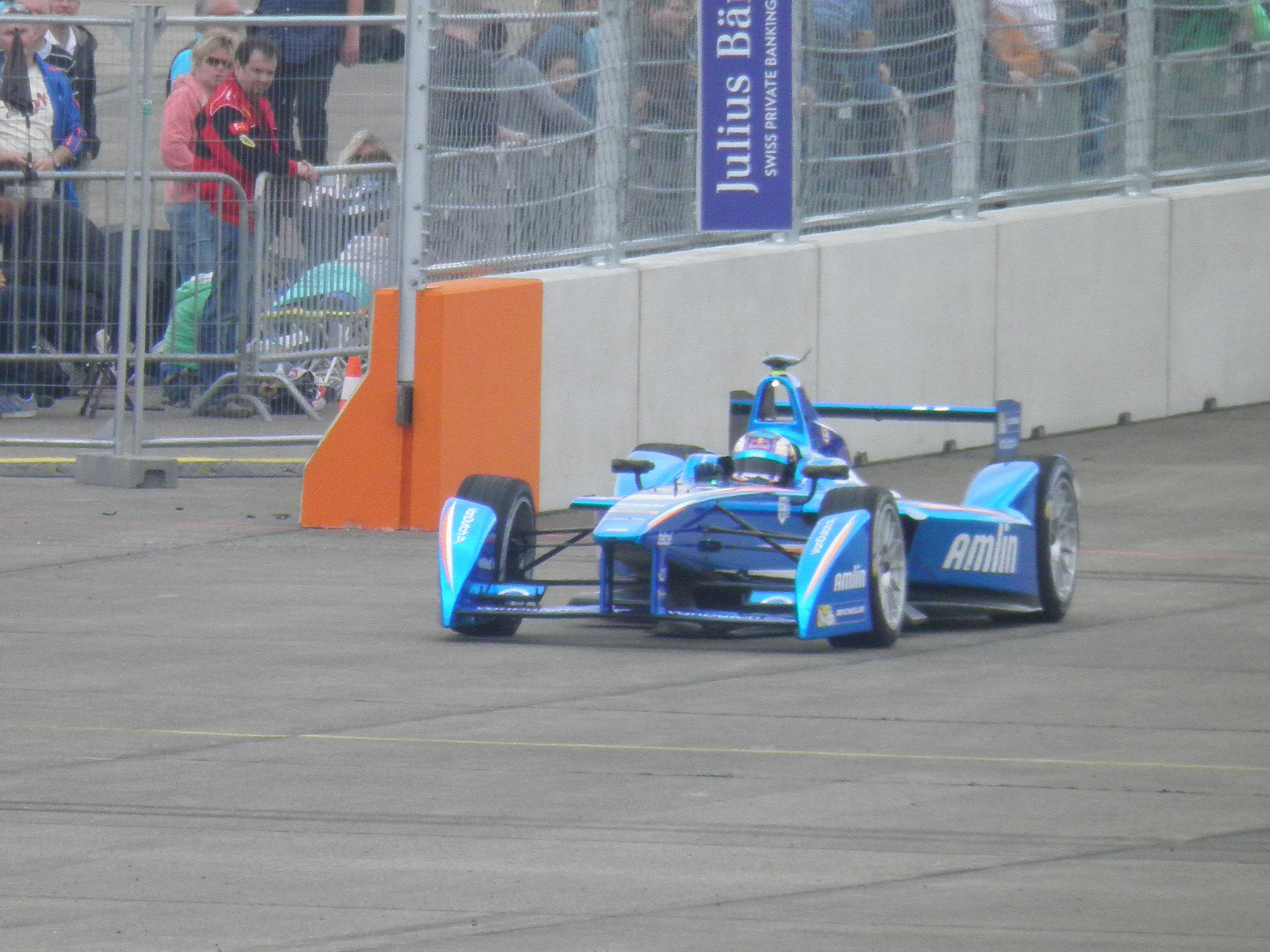
António Félix da Costa no ePrix de Berlim de 2015.

Foi anunciado em 27 de junho de 2014 que a primeira mulher a pilotar na Fórmula E seria a britânica Katherine Legge. A equipe também anunciou um acordo com a Amlin para que a seguradora se tornasse o patrocinador título da equipe, que competiu na temporada de 2014–15 como Amlin Aguri. No dia 2 de julho de 2014, António Félix da Costa foi confirmado como o segundo piloto da equipe. Porém, o piloto português foi substituído por Takuma Sato na primeira eliminatória no ePrix de Pequim, devido ao fato de Félix da Costa já ter compromissos anteriores no DTM. Salvador Durán substituiu Legge no Punta del Este. Félix da Costa conquistou a primeira vitória da Aguri em Buenos Aires, e a equipe terminou na sétima colocação na tabela de classificação do Campeonato de Equipes.
Para a temporada de 2015–16, a equipe foi renomeada para Team Aguri, em razão da Amlin ter rescindindo seu patrocínio após o término da primeira temporada. A partir desta temporada, as equipes foram autorizadas a desenvolver seus próprios trens de força de forma independente. Entretanto, em 24 de junho de 2015, antes do ePrix de Londres, o chefe da equipe, Mark Preston, confirmou que a equipe continuaria a usar o trem de força fornecido pela McLaren para a temporada de 2014–15, para focar o desenvolvimento em outras áreas do carro. Dessa forma, a Aguri tornou-se na primeira equipe a adotar esta abordagem, na esperança de que os trens de força mais antigos proporcionassem maior fiabilidade do que os novos dos seus rivais, ao mesmo tempo que exploravam outras áreas onde poderiam ser obtidos ganhos de desempenho, como o software.
Entretanto, a equipe acabou lutando para competir contra seus rivais com novos trens de força, não conseguindo nenhum pódio e caindo para o oitavo lugar no Campeonato de Equipes. No final da temporada, a equipe foi vendida para a China Media Capital e renomeada para Techeetah; várias figuras-chave da gestão permaneceriam na equipe, mas Aguri Suzuki deixaria o cargo. No momento da compra, a equipe estava em negociações com a Renault e.dams para garantir o fornecimento de trem de força para a próxima temporada.

## Resultados
(legenda) (resultados em negrito indicam pole position; resultados em itálico indicam volta mais rápida)
| 2014–15            | Amlin Aguri | Spark SRT01-e | SRT01-e | M |    |                        | PEQ | PUT | PDE | BUE | MIA | LBH | MON  | BER | MSC | LON | LON | 66 | 7° |
| 2014–15            | Amlin Aguri | Spark SRT01-e | SRT01-e | M | 55 | Takuma Sato            | Ret |     |     |     |     |     |      |     |     |     |     | 66 | 7° |
| 2014–15            | Amlin Aguri | Spark SRT01-e | SRT01-e | M | 55 | António Félix da Costa |     | 8   | Ret | 1   | 6   | 7   | 9    | 11  | 7   |     |     | 66 | 7° |
| 2014–15            | Amlin Aguri | Spark SRT01-e | SRT01-e | M | 55 | Sakon Yamamoto         |     |     |     |     |     |     |      |     |     | Ret | Ret | 66 | 7° |
| 2014–15            | Amlin Aguri | Spark SRT01-e | SRT01-e | M | 77 | Katherine Legge        | 15  | 15  |     |     |     |     |      |     |     |     |     | 66 | 7° |
| 2014–15            | Amlin Aguri | Spark SRT01-e | SRT01-e | M | 77 | Salvador Durán         |     |     | 16  | DSQ | 10  | Ret | Ret* | 16  | 6   | 17  | 8   | 66 | 7° |
| 2015–16            | Team Aguri  | Spark SRT01-e | SRT01-e | M |    |                        | PEQ | PUT | PDE | BNA | MEX | LBH | PAR  | BER | LON | LON |     | 32 | 8° |
| 2015–16            | Team Aguri  | Spark SRT01-e | SRT01-e | M | 55 | António Félix da Costa | Ret | 6   | 6   | Ret | Ret | Ret | 8    |     | 6   | 11  |     | 32 | 8° |
| 2015–16            | Team Aguri  | Spark SRT01-e | SRT01-e | M | 55 | René Rast              |     |     |     |     |     |     |      | NC  |     |     |     | 32 | 8° |
| 2015–16            | Team Aguri  | Spark SRT01-e | SRT01-e | M | 77 | Nathanaël Berthon      | 8   | 15  | 14  |     |     |     |      |     |     |     |     | 32 | 8° |
| 2015–16            | Team Aguri  | Spark SRT01-e | SRT01-e | M | 77 | Salvador Durán         |     |     |     | Ret | 15  | 14  |      |     |     |     |     | 32 | 8° |
| 2015–16            | Team Aguri  | Spark SRT01-e | SRT01-e | M | 77 | Ma Qing Hua            |     |     |     |     |     |     | Ret  | 14  | 11  | 12  |     | 32 | 8° |
| 2016–17: Techeetah |             |               |         |   |    |                        |     |     |     |     |     |     |      |     |     |     |     |    |    |